# Antonio Manzoni
Antonio Manzoni, noto anche come Antonio Pellegrino (Padova, ... – Padova, 30 gennaio 1267), è stato un viaggiatore e beato italiano.

## Biografia
Nacque agli inizi della signoria di Ezzelino III da Romano a Padova (1237-1256), da Marsilio e da Dolcemia. La sua famiglia, i cui membri erano stati in origine macellai (da cui il cognome), era una delle più ricche e prestigiose del ceto popolare e il nonno Andrea Clarioto era stato ufficiale del Comune.
Sono queste le uniche notizie certe sul Manzoni, ricavate da documenti e cronache dell'epoca. Per il resto, la sua esistenza ci è nota solo attraverso le agiografie, in particolare una Vita di anonimo, scritta tra il 31 marzo e il 12 agosto 1267, probabilmente per "allegarla" alla richiesta di canonizzazione.
A dieci anni abbandonò Padova per iniziare una vita di penitenza e servizio. Passò tre anni a Bazzano (per Sicco Polenton l'omonimo centro vicino a Bologna) al servizio di un sacerdote, quindi intraprese un pellegrinaggio presso i luoghi santi di Roma, pregando, digiunando e vivendo di elemosine che distribuiva ai poveri se in avanzo. Successivamente raggiunse Santiago di Compostela e poi Colonia per venerare le reliquie delle Undicimila Vergini e dei Magi. Dopo altri cinque anni di viaggi, ritornò a Padova, ma venne respinto dai parenti. Cercò ospitalità al monastero benedettino di Santa Maria di Porciglia, dove aveva due sorelle monache, ma perfino da queste fu trattato da estraneo.
Abbandonato e ridotto in miseria, morì il 30 gennaio 1267 e fu sepolto nel cimitero di Santa Maria di Porciglia (si conserva ancora l'atto del decesso nell'obituario del monastero).

## Sviluppo del culto
Tra il 2 febbraio e il 31 marzo successivi, il notaio Tealdo di Soligo registrò 38 guarigioni miracolose che sarebbero avvenute sulla sepoltura del Manzoni. I documenti furono redatti in duplice copia, di cui una ancora conservato presso l'Archivio di Stato di Padova: vi vengono riportate le generalità dei guariti, l'infermità che li aveva colpiti, i testimoni che potevano confermarne la guarigione.
Verso la fine del 1267, i resti del Manzoni furono collocati nella chiesa di Santa Maria di Porciglia. Nel frattempo, mentre proseguivano gli eventi prodigiosi (undici tra il 12 agosto 1267 al 17 aprile 1270), il suo culto si fece sempre più diffuso: non si limitava alla sola comunità monastica di Porciglia, ma coinvolgeva anche religiosi di altri monasteri, il clero secolare, laici di ogni estrazione sociale, e fu perfino istituita una confraternita in suo onore.
Cominciò a circolare la speranza di un'imminente santificazione, cosa che tuttavia non avvenne. Qualcuno arrivò ad ipotizzare che il pontefice rifiutasse di canonizzarlo perché la città aveva già un santo omonimo. Le ragioni erano chiaramente più profonde: nel corso del Duecento la Chiesa (ivi comprese le autorità della diocesi di Padova) aveva adottato una politica molto prudente in materia di canonizzazioni, specialmente per quanto riguardava i santi laici che erano oggetto di culti popolari al limite della frenesia.
Il culto per il Manzoni fu però favorevolmente accolto dagli ambienti laici, in particolare dal Comune di Padova: vissuto in un momento storico cruciale, la signoria di Ezzelino, fu identificato come un simbolo della lotta alla tirannide e patriottismo comunale. Nel 1269 le massime autorità del governo sottoscrissero uno statuto (rivisto nel 1272 e nel 1300) che prevedeva, nella festività annuale del Manzoni, una processione con la chiusura delle botteghe attorno al mercato a partire dal giorno precedente.
Nel corso del Trecento il culto non scomparve, anzi si rafforzò con la stesura di nuovi scritti. Nel 1303 Tealdo di Fino, nipote del già citato Tealdo di Soligo, trascrisse in fascicolo i registri sui miracoli compilati dal nonno, copiato nel 1324 dal notaio della curia vescovile Bartolomeo Chieregaccio. Nel 1380 Antonio da Pozzonovo avrebbe scritto un Liber miraculorum.
Al contempo cominciò anche ad essere raffigurato nelle opere d'arte. Nel 1303-1305 Giotto lo collocò nel Giudizio universale, uno dei celebri affreschi della cappella degli Scrovegni. Giusto de' Menabuoi lo rappresentò nel 1375, assieme ad altri santi, nel polittico del battistero; dello stesso autore potrebbe essere anche un affresco con l'immagine aureolata del Manzoni, oggi al Museo civico di Padova. Sempre al Trecento risale un'iniziale miniata con il suo ritratto, contenuta in un manoscritto della Vita di Sicco Polenton (Archivio di Stato di Padova).
Una nuova fioritura del culto si ebbe nel Quattrocento. Tra le varie iniziative in tal senso, si ricorda un carme di Antonio Baratella (1440) e soprattutto la Vita di Sicco Polenton (1436-1437).
All'inizio del Cinquecento, con la distruzione del monastero di Santa Maria di Porciglia durante la guerra della Lega di Cambrai, le monache si trasferirono nel nuovo convento del Beato Antonio Pellegrino, traslandovi il corpo del Manzoni.
Il culto fu finalmente riconosciuto nel 1781 da parte di papa Pio VI. Nella stessa occasione le monache di Santa Maria di Porciglia ebbero l'ufficio in suo onore, esteso a tutta la diocesi di Padova nel 1803.
Dal 28 novembre 1864 le reliquie si trovano nella chiesa dell'Immacolata.